# Selenocystein
Selenocystein med forkortelserne Sec og Se-Cys er en usædvanlig aminosyre, der findes i adskillige enzymer som glutathion peroxidaser, tetraiodothyronin 5' deiodinaser, thioredoxin reductaser, format dehydrogenaser, glycin reductaser og nogle hydrogenaser.
Selenocystein indsættes ved en UGA-codon (der normalt er et stop-codon) ved en speciel mekanisme, der kaldes "translational recoding".